# Національна бібліотека Албанії
Національна бібліотека Албанії (алб. Biblioteka Kombëtare e Shqipërisë) розташована в столиці країни Тирані. Вона була заснована у 1920 році і офіційно відкрита 10 грудня 1922.
Національна бібліотека Албанії (НБА) — найважливіший національний культурний інститут і найстаріший в Албанські державі. Бібліотека займає 2 будівлі і працює під управлінням Міністерства туризму, культури, молоді та спорту Албанії. У завдання бібліотеки входить збір, обробка, відновлення, збереження і доведення до читачів письмових та інших матеріалів, що розповідають про історичний та культурний спадок албанського народу. На національному рівні вона організує бібліотечне навчання та підвищення професійної освіти, також виконує роль науково-дослідного центру в галузі бібліотечної справи.
До складу зібрань бібліотеки входять книги, періодичні видання, карти, атласи, мікрофільми та інші бібліотечні одиниці зберігання. Окремі зборів цікаві як в контексті албанської, так і в європейській культур. Бібліотека як правило відкрита 72 години на тиждень для осіб старше 16 років.